# آگنیشکا میخالسکا
آگنیشکا میخالسکا (لهستانی: Agnieszka Michalska؛ زادهٔ ۷ دسامبر ۱۹۷۱) بازیگر و صداپیشه اهل لهستان است.
از فیلم‌ها یا مجموعه‌های تلویزیونی که وی در آن‌ها نقش داشته‌است، می‌توان به نشانه‌گذاری‌شده، اجاره‌نشین‌ها، کارآگاهان جنایی، عشق اول، پدر متیو، در خوشی و سختی، مجرد، در خیابان سپولنی، مادران و خانواده واپسین اشاره نمود.